# 昂蒂讷
昂蒂讷（法語：Anthisnes，法語發音：[ɑ̃tin]）是比利时瓦隆大区列日省于伊區的一个市镇，通行法语，是比利时法语社群的一部分，人口4,204人（2018年1月1日）。